# 塞尔奈莱格利斯
塞尔奈莱格利斯（法語：Cernay-l'Église，法語發音：[sɛʁnɛ leɡliz]）是法国杜省的一个市镇，属于蒙贝利亚尔区。

## 地理
塞尔奈莱格利斯（47°15'26"N, 6°49'51"E）面积5.95 平方千米，位于法国勃艮第-弗朗什-孔泰大區杜省，该省份为法国东部内陆省份，北起上索恩省，西接汝拉省，东部及东南部与瑞士接壤，东北部与贝尔福地区省接壤。
与塞尔奈莱格利斯接壤的市镇（或旧市镇、城区）包括：蒂耶布昂、当普里沙尔、迈什、沙尔克蒙。

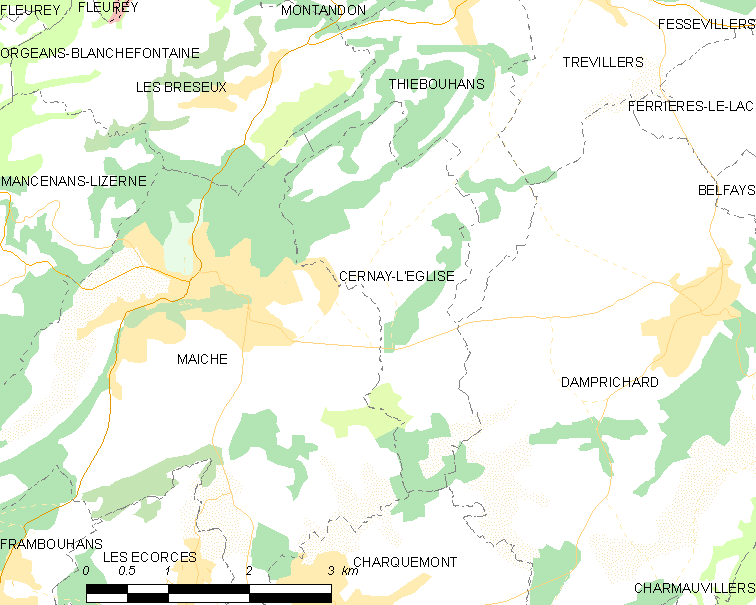
塞尔奈莱格利斯的OSM定位图

塞尔奈莱格利斯的时区为UTC+01:00、UTC+02:00（夏令时）。

## 行政
塞尔奈莱格利斯的邮政编码为25120，INSEE市镇编码为25108。

## 政治
塞尔奈莱格利斯所属的省级选区为迈什县。

## 人口

1962-2008年间塞尔奈莱格利斯人口变化图示

塞尔奈莱格利斯于2022年1月1日时的人口数量为318人。